# Mrzla Vodica
Mrzla Vodica je naselje u Hrvatskoj u općini Lokvama. Nalazi se u Primorsko-goranskoj županiji.

## Zemljopis
Nalazi se na obalama dvaju jezera. Sjeveroistočno je jezero Mrzla vodica, istočno i jugoistočno je Lokvarsko jezero, dalje prema sjeveroistoku je Zelin Mrzlovodički.

## Stanovništvo
Na popisu stanovništva 2011. godine, Mrzla Vodica je imala 15 stanovnika.
| broj stanovnika | 435   | 402   | 423   | 430   | 397   | 429   | 550   | 486   | 379   | 344   | 239   | 107   | 38    | 16    | 11    | 16    | 14    |
|                 | 1857. | 1869. | 1880. | 1890. | 1900. | 1910. | 1921. | 1931. | 1948. | 1953. | 1961. | 1971. | 1981. | 1991. | 2001. | 2011. | 2021. |